# Hauteur nominale
En musique, une hauteur nominale est une hauteur définie par son nom, indépendamment de l'octave dans laquelle elle se situe – la hauteur la, par exemple, qui peut représenter n'importe quel la, par opposition avec la3, qui est celui qui définit le diapason. L'expression « hauteur nominale » est la traduction de l'anglais pitch class. La hauteur nominale est parfois appelée aussi le « caractère » de la hauteur, sa qualité, sa couleur ou son chroma. 
La hauteur nominale est importante parce que la perception des  hauteurs est périodique : les notes de même hauteur nominale sont perçues comme ayant la même qualité ou la même couleur, une propriété appelée  identité des octaves. Dans le système musical à douze sons dans l'octave, des nombres ordinaux peuvent représenter les hauteurs nominales.
Les hauteurs nominales sont utilisées notamment pour nommer les  modes : mode de do, de ré, de mi, etc.; ces notes correspondent alors à la finale.